# Fuerza de Defensa de Nueva Zelanda
La Fuerza de Defensa de Nueva Zelanda (en maoríː Te Ope Kātua o Aotearoa, "Línea de Defensa de Nueva Zelanda") es la organización militar responsable de la defensa de Nueva Zelanda. Está compuesta por el Ejército de Nueva Zelanda, la Real Fuerza Aérea de Nueva Zelanda y la Real Armada de Nueva Zelanda. 
La comandancia en jefe está a cargo del Gobernador General de Nueva Zelanda, quien ejerce el poder con el asesoramiento del Ministro de Defensa.

## Cometidos

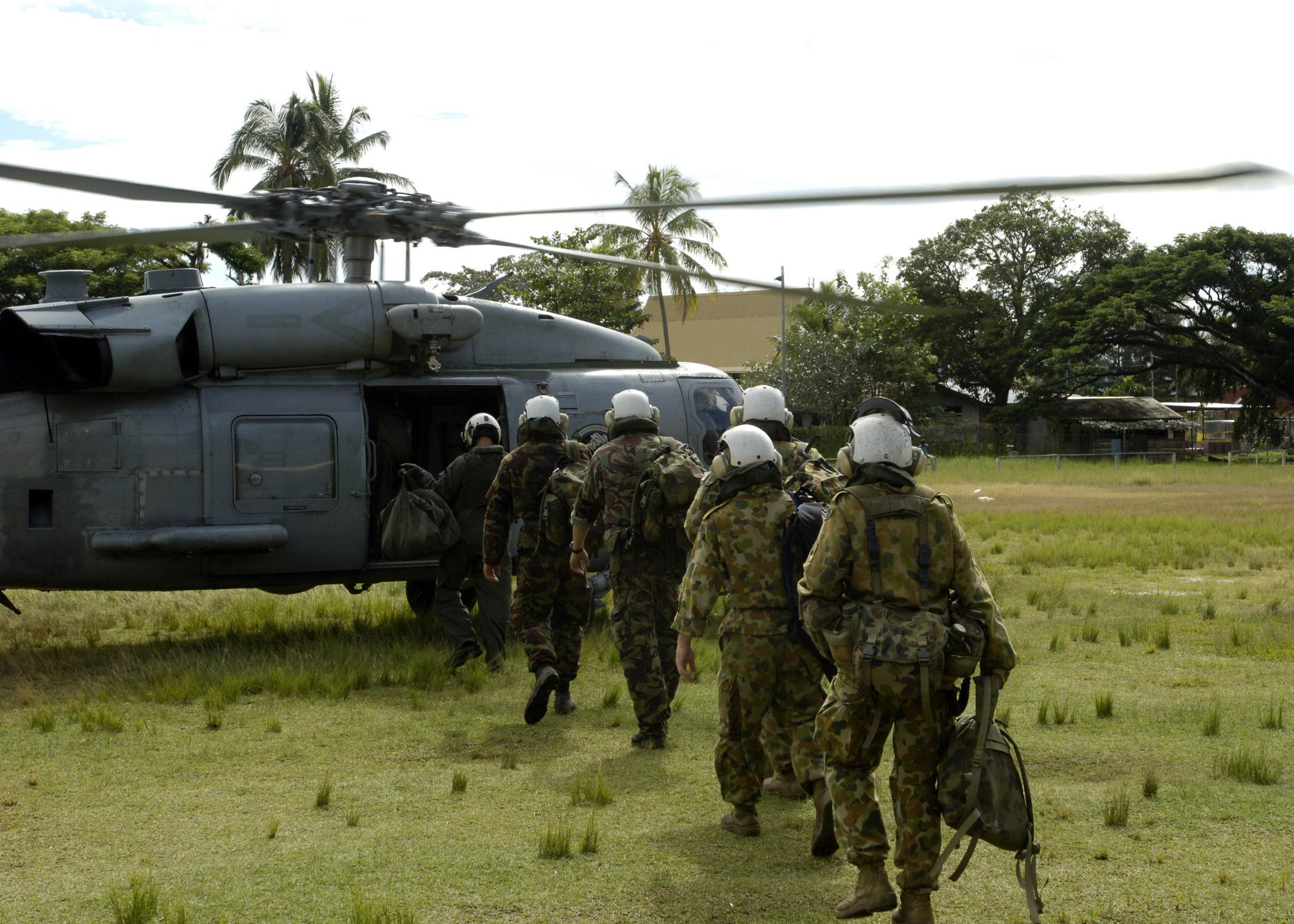
Personal militar de Nueva Zelanda y Australia a bordo de un helicóptero de la Marina de los Estados Unidos durante una misión de ayuda humanitaria a las Islas Salomón en 2007

Los cometidos de la Fuerza de Defensa de Nueva Zelanda sonː 
- Defender a Nueva Zelanda contra amenazas de bajo nivel
- Contribuir a la seguridad regional
- Participar en los esfuerzos por la  seguridad global

Nueva Zelanda considera que las necesidades de seguridad nacional son modestas, debido a su aislamiento geográfico y las buenas relaciones con sus vecinos. Desde septiembre de 2017, el personal desplegado en el exterior en operaciones y misiones de la ONU era de 302 personas, las cuales se encontraban en áreas como el Pacífico Sur, Asia, África, la Antártida y Medio Oriente.

## Historia

### Milicia (1845-1886)
Después del Tratado de Waitangi en 1840, la seguridad de Nueva Zelanda pasó a depender de las tropas imperiales británicas desplegadas desde Australia y otras partes del Imperio británico. Para 1841, los colonos, principalmente los que estaban asentados en Wellington de la Compañía de Nueva Zelanda, pedían que se formara una milicia local. En 1843 se formó una milicia local en Wellington sin la aprobación oficial. Esto llevó al magistrado jefe de policía, el mayor Matthew Richmond, a ordenar su disolución inmediata.  
Los pedidos para formar una milicia crecieron con la Masacre de Wairau, el comienzo de las Guerras de las Tierras de Nueva Zelanda. Estos pedidos condujeron a un proyecto de ley que se presentó al Consejo Legislativo en 1844. El proyecto fue desaprobado y aplazado por unanimidad seis meses. El 22 de marzo de 1845 estalló la Guerra de Flagstaff, que resultó ser el causante de su aprobación.
En 1844, un Comité Selecto de la Cámara de los Comunes propuso el establecimiento de una milicia, que estuviera compuesta por colonos y maoríes nativos, contando con una fuerza nativa permanente.
El 25 de marzo de 1845, la ordenanza de la milicia se convirtió en ley. Veintiséis oficiales fueron nombrados en Auckland, formando así el comienzo de la Fuerza de Defensa neozelandesa.
En junio de 1845, 75 miembros de la Milicia de Auckland bajo el mando del teniente Figg se convirtieron en la primera unidad en apoyar a las tropas imperiales británicas en la Guerra de Flagstaff, sirviendo como pioneros. Siete milicianos resultaron heridos en acción entre el 30 de junio y el 1 de julio de 1845. La Milicia de Auckland se disolvió en agosto o principios de septiembre del mismo año debido a restricciones presupuestarias.
Los problemas en el valle de Hutt, cerca de Wellington, a principios de marzo de 1846 llevaron al nuevo gobernador George Gray a proclamar la ley marcial y convocar a la milicia de Hutt, en lo que se conoció como la Campaña del Valle de Hutt . Después de esto, el periódico local señaló que la Compañía No 1 de la Milicia de Wellington había sido llamada, mientras que las tropas estacionadas en la ciudad habían estado en el Hutt. El documento señaló además que Gray tenía la intención de mantener dos empresas de la milicia en Wellington. Mientras los problemas continuaban en el área, al menos 160 milicias permanecieron. Estos fueron complementados por voluntarios y guerreros maoríes de Te Aro pah.

## Ramas

### Armada

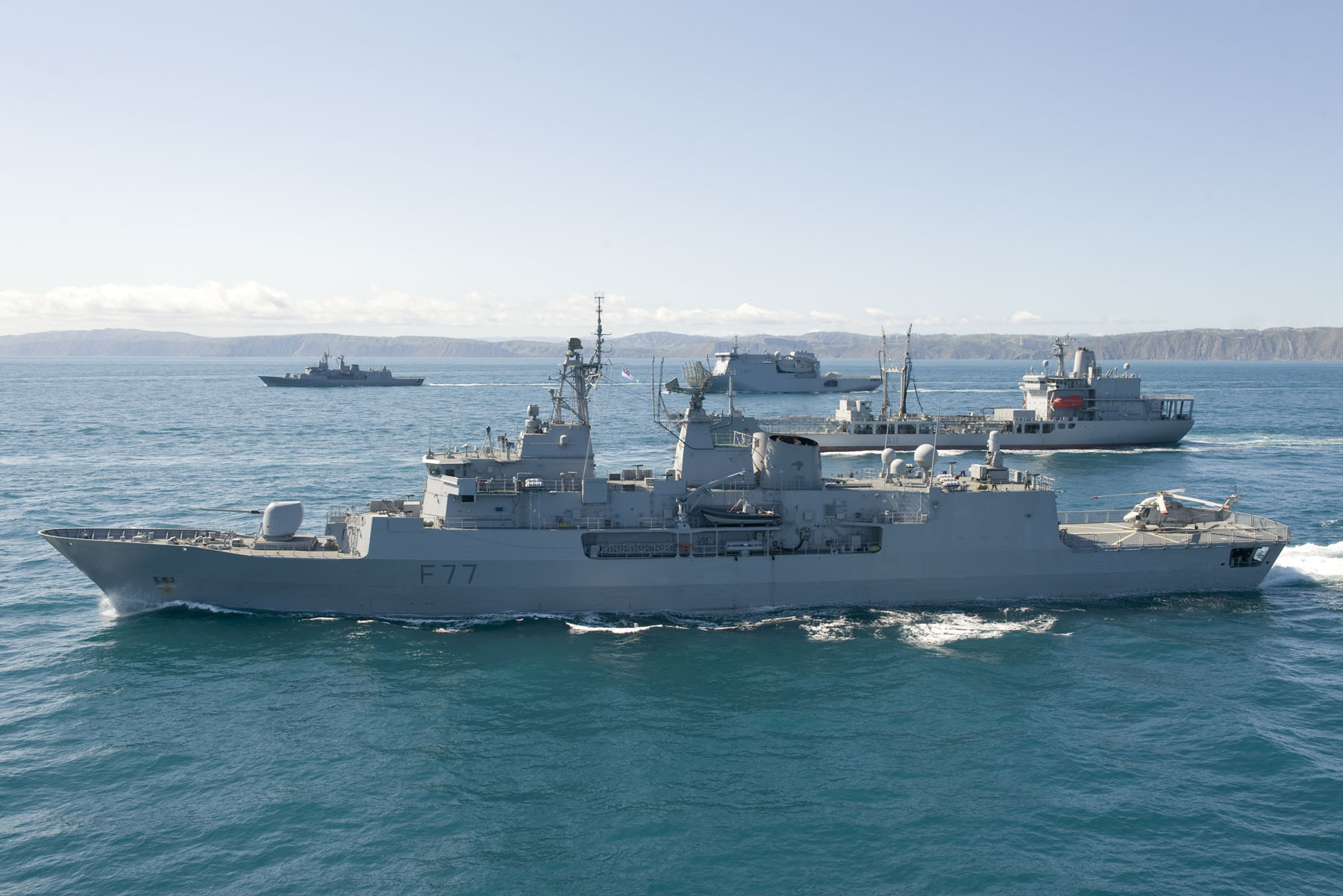
HMNZS Te Kaha en el estrecho de Cook junto con otros barcos de la Armada.

La Armada Real de Nueva Zelanda (RNZN) tiene 2.132 marineros a tiempo completo y 435 a tiempo parcial. La RNZN posee dos fragatas de clase <i id="mwAeM">Anzac</i>, desarrolladas en conjunto con Australia, basadas en el diseño alemán MEKO 200. Se están utilizando otros nueve buques, que consisten en patrulleros y buques logísticos. En 2010, la Armada completó la adquisición de siete nuevas embarcaciones: un gran buque multi-rol llamado HMNZS Canterbury, dos buques patrulleros en alta mar y cuatro buques patrulleros costeros. Todos estos buques fueron adquiridos bajo el Proyecto Protector, y fueron construidos según estándares comerciales, no navales. 

### Ejército

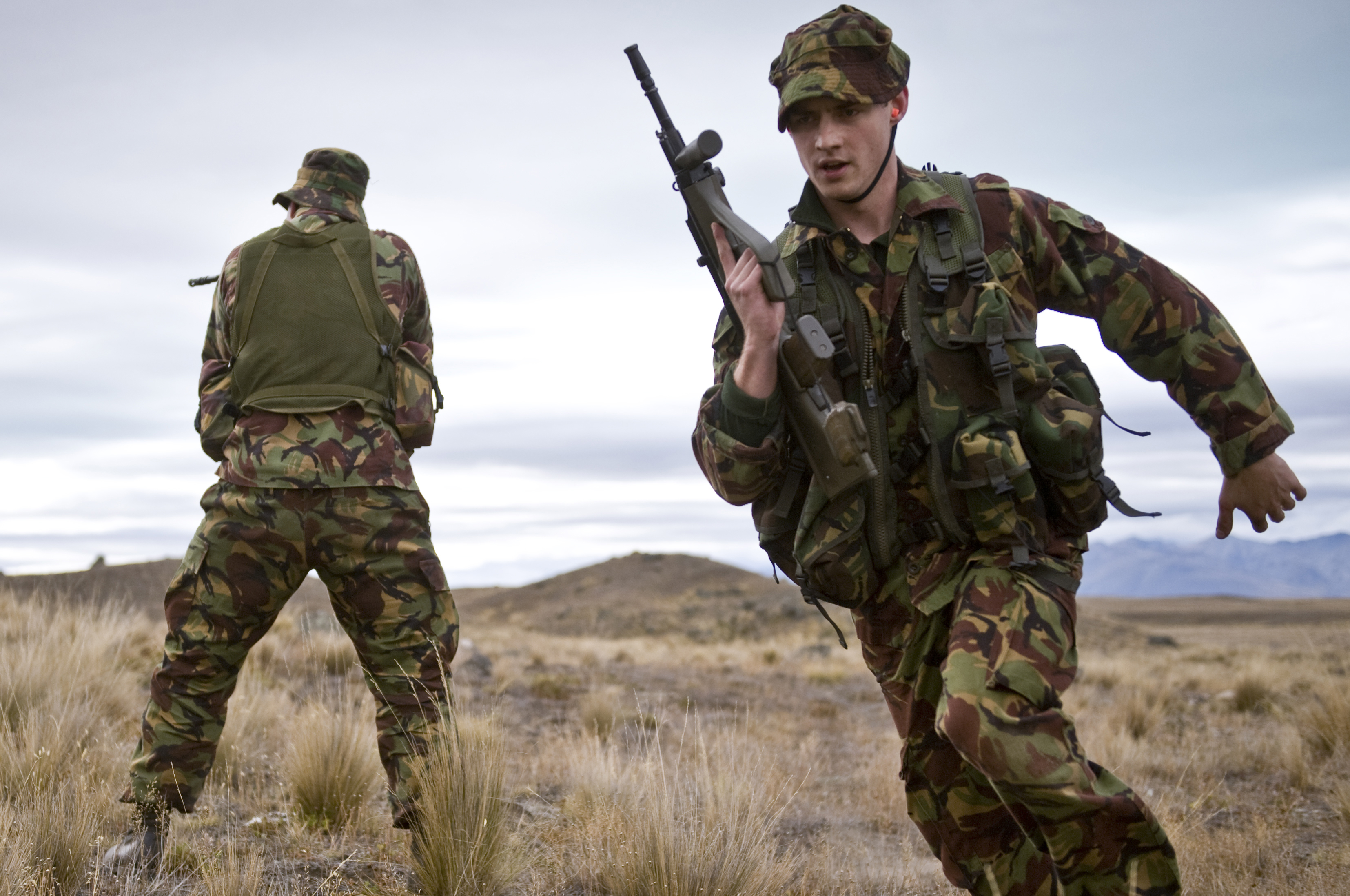
Soldados neozelandeses durante un ejercicio militar en 2010.

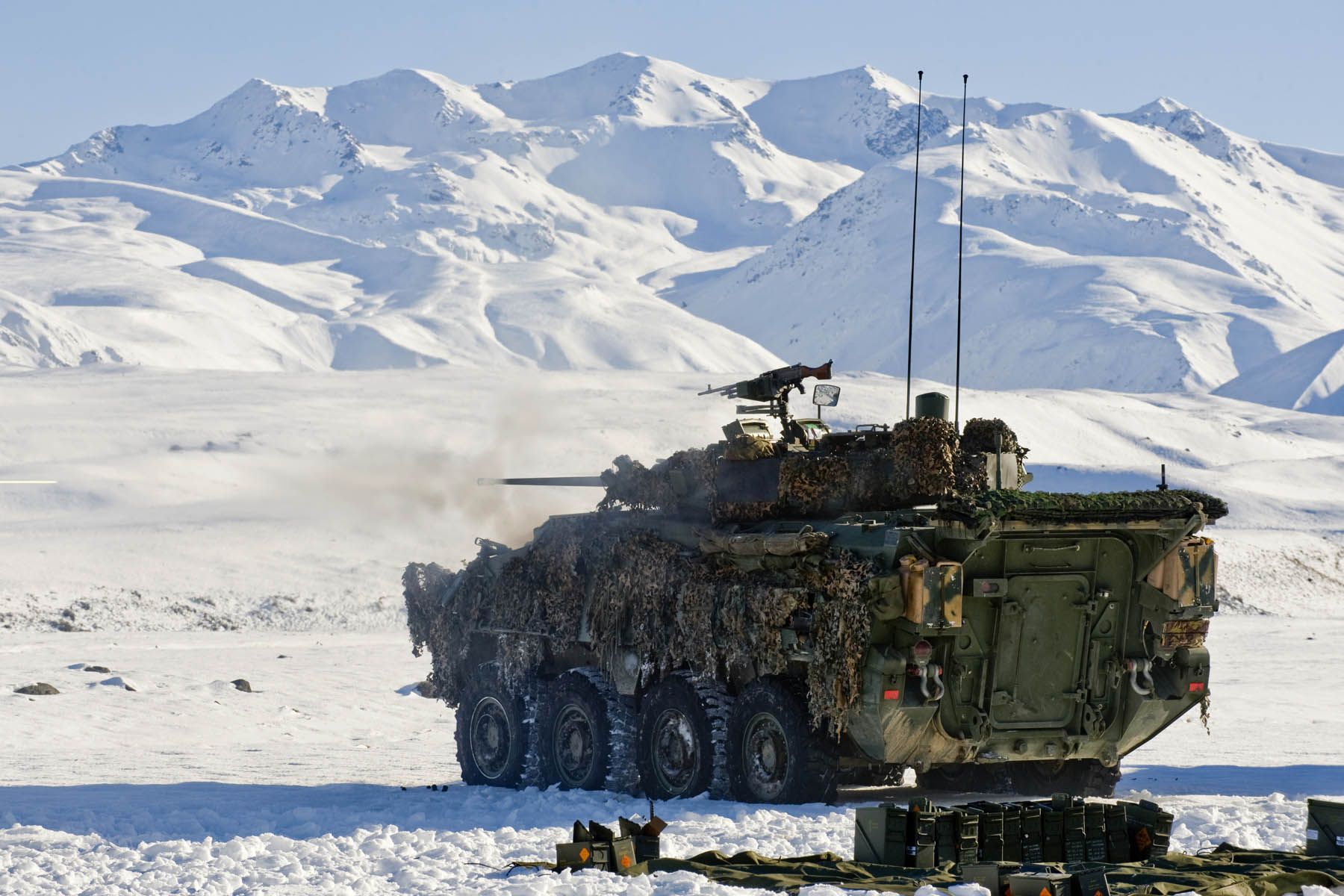
Un ejército neozelandés NZLAV en el campamento militar de Tekapo

El ejército de Nueva Zelanda tiene 4,584 tropas de tiempo completo y 1,671 de tiempo parcial. Están organizados como infantería ligera e infantería motorizada, equipados con 102 vehículos blindados ligeros LAV III fabricados en Canadá (NZLAV). También hay vehículos blindados de reconocimiento, artillería, logística, comunicaciones, medicina e inteligencia. El Servicio Aéreo Especial de Nueva Zelanda es la rama de fuerzas especiales de la Fuerza de Defensa, que opera tanto en la guerra convencional como en los roles antiterroristas.  

### Fuerza Aérea

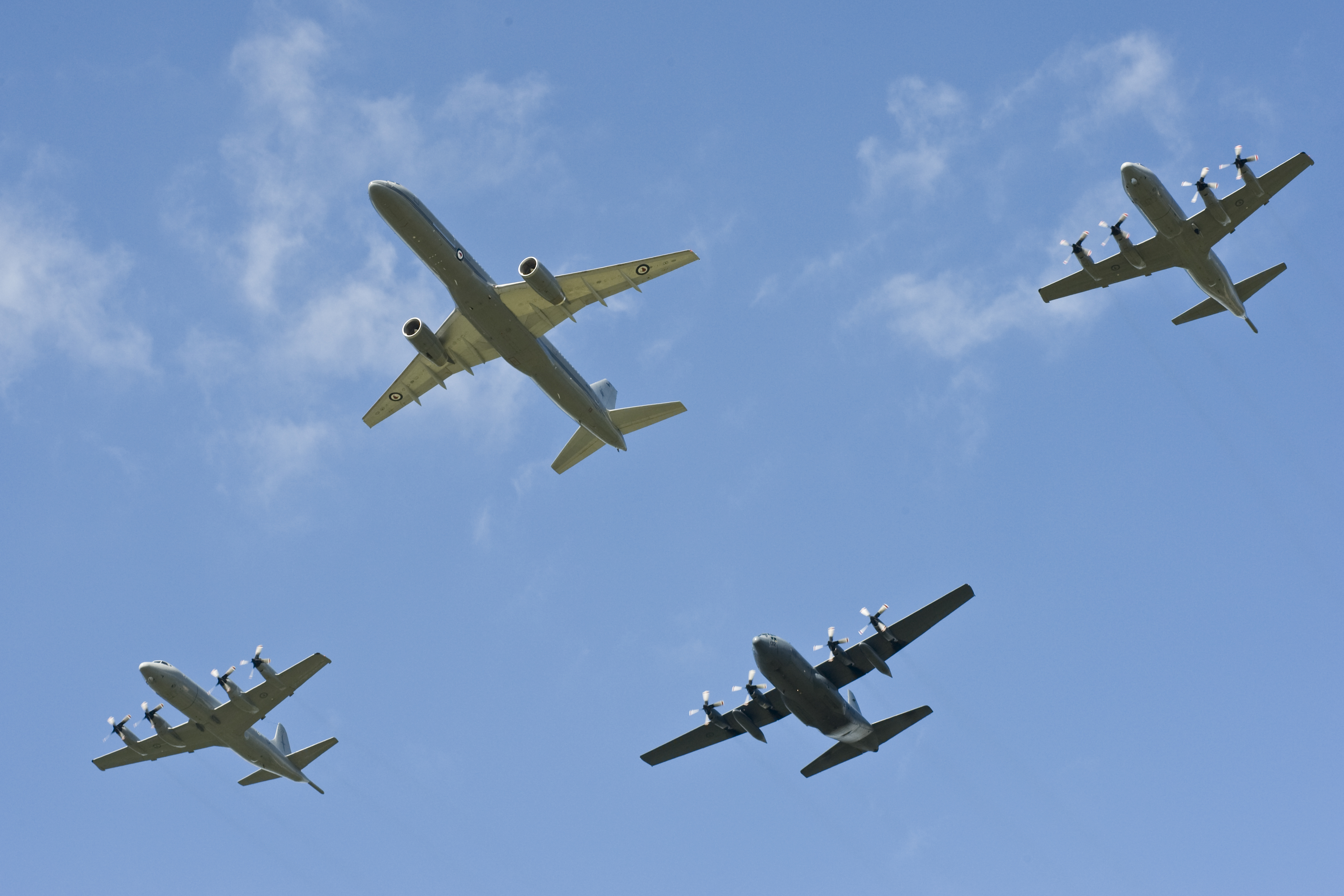
Un RNZAF Boeing 757, dos Lockheed P3K Orions y un Lockheed C130H Hercules en formación

La Real Fuerza Aérea de Nueva Zelanda (RNZAF) tiene 2.403 aviadores a tiempo completo y 212 a tiempo parcial. La RNZAF consta de 51 aviones, que consisten en aviones de patrulla marítimaː P-3 Orion y Lockheed C-130 Hercules y otros aviones de transporte.  
La aeronave Beechcraft T-6 Texan II, sirve para entrenamiento de vuelo primario.    
La Fuerza aérea neozelandesa,no tiene capacidad para el combate aéreo, ya que su flota de A-4 Skyhawks fue retirada en 2001.